# Catarina Wretman
Catarina Cecilia Wretman, ogift Kjellnäs, född 18 januari 1965 i Järfälla södra kyrkobokföringsdistrikt i Stockholms län, är sedan den 1 mars 2019 chef för divisionen för samhällsbehov vid Post- och Telestyrelsen. Wretman var tillförordnad generaldirektör för Post- och Telestyrelsen från 25 februari 2016 till 1 februari 2017. Wretman har ingått i PTS ledningsgrupp sedan 2004, först som chef för spektrumavdelningen, sedan som chef för frekvensavdelningen och efter det som ställföreträdande generaldirektör till Göran Marby från och med 2010 och till Dan Sjöblom från och med 2017. Hon har civilingenjörsexamen i elektroteknik från Kungliga Tekniska Högskolan i Stockholm. 
Catarina Wretman är dotter till civilingenjören, förre generaldirektören för Försvarets radioanstalt Per Kjellnäs och Christina Hesse (omgift Kjellnäs Söderström) samt barnbarn till direktörerna Folke Kjellnäs och Curt Hesse. 
Hon är sedan 1988 gift med Kent Wretman (född 1962), som är SM-medaljör i segling.